# Ferlens
Ferlens es una comuna suiza del cantón de Vaud, situada en el distrito de Lavaux-Oron. Limita al norte con las comunas de Carrouge y Vulliens, al este con Ecublens (FR) y Auboranges (FR), al sur con Servion, y al oeste con Mézières.
La comuna hizo parte hasta el 31 de diciembre de 2007 del distrito de Oron, círculo de Oron.